# Jadwiga Bińczycka
Jadwiga Alina Bińczycka (ur. 25 października 1930 w Wolbromiu, zm. 9 sierpnia 2019 w Warszawie) – polska pedagog, profesor nauk humanistycznych, wykładowca Akademii Pedagogiki Specjalnej im. Marii Grzegorzewskiej w Warszawie, Kawaler Orderu Uśmiechu.

## Życiorys

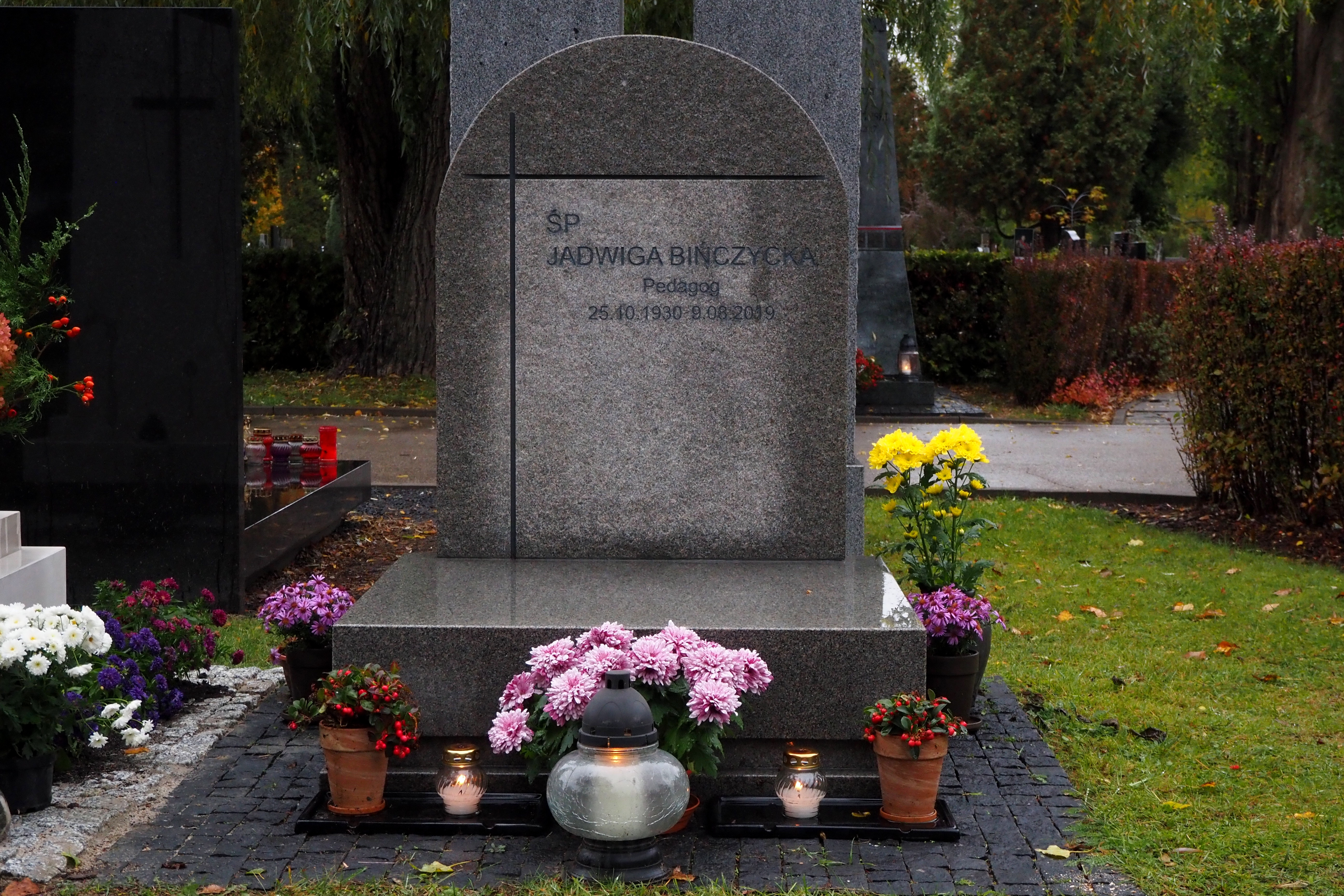
Grób profesor Jadwigi Bińczyckiej na Cmentarzu Wojskowym na Powązkach w Warszawie

Córka Franciszka i Janiny. Ukończyła studia na Wydziale Polonistyki Uniwersytetu Warszawskiego, gdzie studiowała w latach 1949–1954. Od 1954 do 1964 była asystentem na Wydziale Pedagogiki tej uczelni (katedra prof. Bogdana Suchodolskiego). W latach 1968–1987 była adiunktem i prodziekanem na Wydziale Pedagogiki Uniwersytetu Śląskiego. Od 1987 do 1997 piastowała funkcję profesora, docenta i dziekana w Wyższej Szkole Pedagogiki Specjalnej im. Marii Grzegorzewskiej. Od 1995 do 2000 była profesorem filii Uniwersytetu Warszawskiego w Białymstoku.
W 1990 na podstawie dorobku naukowego oraz rozprawy pt. Nauczyciele akademiccy i studenci w płaszczyźnie interpersonalnej otrzymała na Wydziale Pedagogicznym Uniwersytetu Warszawskiego stopień naukowy doktora habilitowanego nauk humanistycznych w dyscyplinie pedagogika w specjalności pedagogika. Uzyskała tytuł profesora nauk humanistycznych.
Była profesorem i dziekanem Wydziału Rewalidacji i Resocjalizacji Akademii Pedagogiki Specjalnej im. Marii Grzegorzewskiej w Warszawie.
Pracowała także na następujących uczelniach:
- Wyższa Szkoła Społeczno-Ekonomiczna w Warszawie; Wydział Pedagogiczny
- Uniwersytet w Białymstoku; Wydział Pedagogiki i Psychologii; Zakład Teorii Wychowania i Studiów Pedeutologicznych
- Olsztyńska Szkoła Wyższa im. Józefa Rusieckiego; Wydział Pedagogiczny
- Wyższa Szkoła Społeczno-Ekonomiczna w Gdańsku[4]

Była honorową przewodniczącą Polskiego Stowarzyszenia im. Janusza Korczaka. Weszła w skład Międzynarodowej Kapituły Orderu Uśmiechu, Rady Naukowej Instytutu Praw Dziecka im. Janusza Korczaka. Była społeczną doradczynią Rzecznika Praw Dziecka.

## Publikacje
Opublikowała m.in. książki: Między swobodą a przemocą w wychowaniu, Prawo dziecka do zdrowia oraz Spotkania z Korczakiem. Ponadto była autorką lub redaktorką następujących publikacji naukowych:
- Nauczyciele akademiccy i studenci w płaszczyźnie interpersonalnej (1987),
- Prawa dziecka – deklaracje i rzeczywistość (redaktor, 1993),
- Między swobodą a przemocą w wychowaniu (1997, 1999, 2000, 2005),
- Korczakowskie dialogi (redaktor, 1999),
- Humaniści o prawach dziecka (redaktor, 2000),
- Bici biją (2001),
- Prawo dziecka do zdrowia (redaktor, 2007),
- Spotkanie z Korczakiem (2009)[3].

## Odznaczenia
Była Kawalerem Orderu Uśmiechu (leg. nr 862, 26.10.2007). 4 kwietnia 2014 została odznaczona Odznaką Honorową za Zasługi dla Ochrony Praw Dziecka.

## Rodzina
Jej synem jest Grzegorz Feluś, aktor Teatru Lalka w Warszawie.